# Eugeniusz Ciepliński
Eugeniusz Jan Ciepliński, ps. „Amper”, „Wapiennik”, „Kornel” (ur. 1 listopada 1911 w Pabianicach, zm. 21 marca 2001 w Warszawie) – polski inżynier, oficer Armii Krajowej.

## Życiorys
Był najmłodszym synem Andrzeja Cieplińskiego i Bronisławy z domu Jankowskiej. Ukończył Politechnikę Lwowską jako magister inżynier elektryk. Służbę wojskową odbył w Szkole Podchorążych Łączności (1938). Po zakończeniu wojny w 1945 wstąpił w Łodzi w związek małżeński z Zofią z domu Popławską, z którego małżeństwa urodzili się kolejno: Wojciech i Halina.
Uczestnik wojny obronnej w 1939, uciekł z transportu do niewoli hitlerowskiej w okolicach Częstochowy. W latach 1940–1945 walczył w szeregach Związku Walki Zbrojnej, potem Armii Krajowej. Był szefem łączności bojowej Inspektoratu Piotrków. W AK doszedł do stopnia kapitana. Po wojnie represjonowany przez funkcjonariuszy UB i Służby Bezpieczeństwa.
Odznaczony został: Krzyżem Kampanii Wrześniowej (przyznanym w Londynie), czterokrotnie Medalem Wojska (zarządzeniem Szefa Sztabu Głównego w Londynie 1 lipca 1948), Krzyżem Walecznych (Londyn, 30 grudnia 1949), Krzyżem Armii Krajowej (Londyn, 26 sierpnia 1981), Krzyżem Walecznych (MON 1965), Krzyżem Kawalerskim Orderu Odrodzenia Polski, Złotym Krzyżem Zasługi.
Jako magister inżynier elektryk był wieloletnim pracownikiem Biura Projektów „Elektromontaż” i „Elektroprojekt” w Łodzi, wykładowcą Politechniki Łódzkiej, biegłym sądowym, zasłużonym członkiem Naczelnej Organizacji Technicznej w Łodzi i Stowarzyszenia Elektryków Polskich, odznaczonym Złotą Odznaką honorową NOT, Złotą Odznaką Honorową SEP, Złotą Odznaką Honorową „Za Zasługi dla Warszawy”.